# Vrpolje
Vrpolje es un municipio de Croacia en el condado de Brod-Posavina.

## Geografía
Se encuentra a una altitud de 85 m s. n. m. a 231 km de la capital nacional, Zagreb.

## Demografía
En el censo 2011 el total de población del municipio fue de 3521 habitantes, distribuidos en las siguientes localidades:
- Čajkovci - 639
- Stari Perkovci - 1 123
- Vrpolje- 1 759

| Gráfica de población de Vrpolje 1857-2011                           |
|                                                                     |
| Según los censos de población de la oficina estadística de Croacia. |